# 蘇卡努奇 (密西西比州)
蘇卡努奇（英語：Sucarnoochee）是位於美國密西西比州肯珀縣的非建制地區。當地於1900年時有92人。

## 地理
蘇卡努奇所處的海拔為高於海平面68米（即223英呎），而該地所採用的時區為UTC-6，即北美中部時區（CST）。同時該地設有夏令時間，為UTC-6調快一小時，即UTC-5（CDT）。